# Viaduc de San Antonio-Malaespera
Pour les articles homonymes, voir San Antonio.
Le viaduc de San Antonio-Malaespera est un pont ferroviaire espagnol franchissant le Narruerreka et l'Iztegi à Amorebieta-Etxano, au Pays basque. Long de 840 mètres, il porte l'Y basque.